# Beth Storry

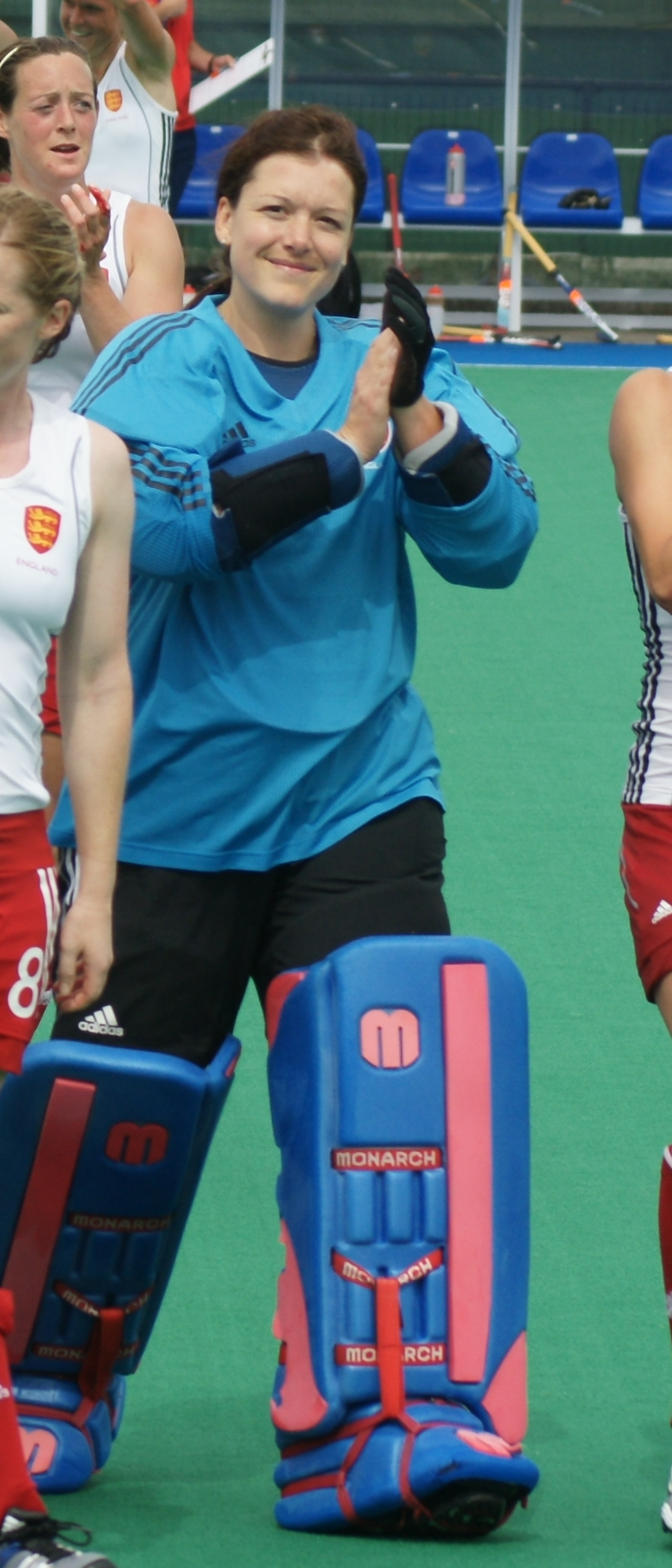
Beth Storry

Elizabeth Louise Storry (* 24. April 1978 in Reading, Berkshire) ist eine britische Feldhockeyspielerin (Torfrau).

## Leben
Bei den Olympischen Sommerspielen 2012 gewann sie mit der britischen Olympiamannschaft die Bronzemedaille. Bei der Hockey-Europameisterschaft in Manchester gewann sie die Bronzemedaille. Bei der FIH Champions Trophy gewann sie jeweils mit ihrer Mannschaft 2012 die Silbermedaille. Bei der Champions Challenge gewann sie 2007 die Bronzemedaille. Bei den Commonwealth Games gewann sie die Bronzemedaille. Storry lebt mit ihrer Partnerin, der niederländischen Hockeyspielerin Chantal de Bruijn, in England. Gemeinsam spielten sie in der britischen Mannschaft Reading Hockey Club.

## Auszeichnungen und Preise (Auswahl)
- Bronzemedaille bei den Olympischen Sommerspielen 2012